# أحمد يحيى (ممثل)
أحمد يحيى (1980 -) هو ممثل وراقص باليه مصري.

## حياته
اكتشفه المخرج والممثل الراحل «يوسف شاهين»، حيث لعبت الصدفة دورها في حياة «يحيى» عندما حضر «شاهين» إحدى الحفلات في دار الأوبرا ليشاهد باليه «زوربا» وكان «يحيى» هو بطل العرض. إعجب به «شاهين» وطلب مقابلته، وفي خامس لقاء بينهم وقع «يحيى» على عقد البطولة لفيلم «شاهين» الجديد «إسكندرية نيويورك» في عام 2004. ونجح «يحيى» في تقديم أول أدواره السينمائية بجدارة حيث كان يجسد شخصية «يوسف شاهين» في مرحلة شبابه، ومن هذا الدور إنطلق «يحيى» للنجومية والشهرة، شارك بعدها في عدة أعمال فنية أخرى.

## أعماله

### الأفلام
- البرنسيسة 2013
- الألماني 2012
- البلياتشو 2007
- هي فوضى 2007
- استغماية 2006
- دم الغزال 2005
- إسكندرية نيويورك 2004 - بطولة

### المسلسلات
- للحب فرصة أخيرة 2018
- زى الورد 2012
- الشوارع الخلفية 2011
- الحب موتا 2005

## روابط خارجية
- أحمد يحيى على موقع قاعدة بيانات الأفلام العربية